# Genea brevirostris
Genea brevirostris är en tvåvingeart som först beskrevs av James 1947.  Genea brevirostris ingår i släktet Genea och familjen parasitflugor. Inga underarter finns listade i Catalogue of Life.